# Гельма (вілаєт)
Гельма (араб. ولاية قالمة‎‎) — вілаєт Алжиру. Адміністративний центр — м. Гельма. Площа — 4 101 км². Населення — 482 261 особа (2008).

## Географічне положення
На півночі межує з вілаєтом Аннаба, на сході — з вілаєтами Ат-Тарф та Сук-Ахрас, на півдні — з вілаєтом Ум-ель-Буакі, на північному заході — з вілаєтами Константіна та Скікда.

## Адміністративний поділ
Поділяється на 10 округів та 34 муніципалітети.
| Алжир | Це незавершена стаття з географії Алжиру. Ви можете допомогти проєкту, виправивши або дописавши її. |